# Congettura di Erdős sulle progressioni aritmetiche
La congettura di Erdős sulle progressioni aritmetiche, spesso erroneamente confusa con la congettura di Erdős–Turán, è una congettura del calcolo combinatorio avanzata da Paul Erdős. Essa afferma che se la somma dei reciproci dei membri di un insieme A di interi positivi diverge, allora A contiene progressioni aritmetiche arbitrariamente lunghe.
Formalmente, se
{\displaystyle \sum _{n\in A}{\frac {1}{n}}=\infty }
allora A contiene progressioni aritmetiche di ogni lunghezza data.
Se fosse vero, il teorema generalizzerebbe il teorema di Szemerédi.
Erdős, al suo tempo, offrì un premio di 3000 dollari per una dimostrazione della sua congettura. Il premio è attualmente di 5000 dollari.
Il teorema di Green-Tao sulle progressioni aritmetiche nei primi è un caso speciale di questa congettura.